# Hugh Halkett

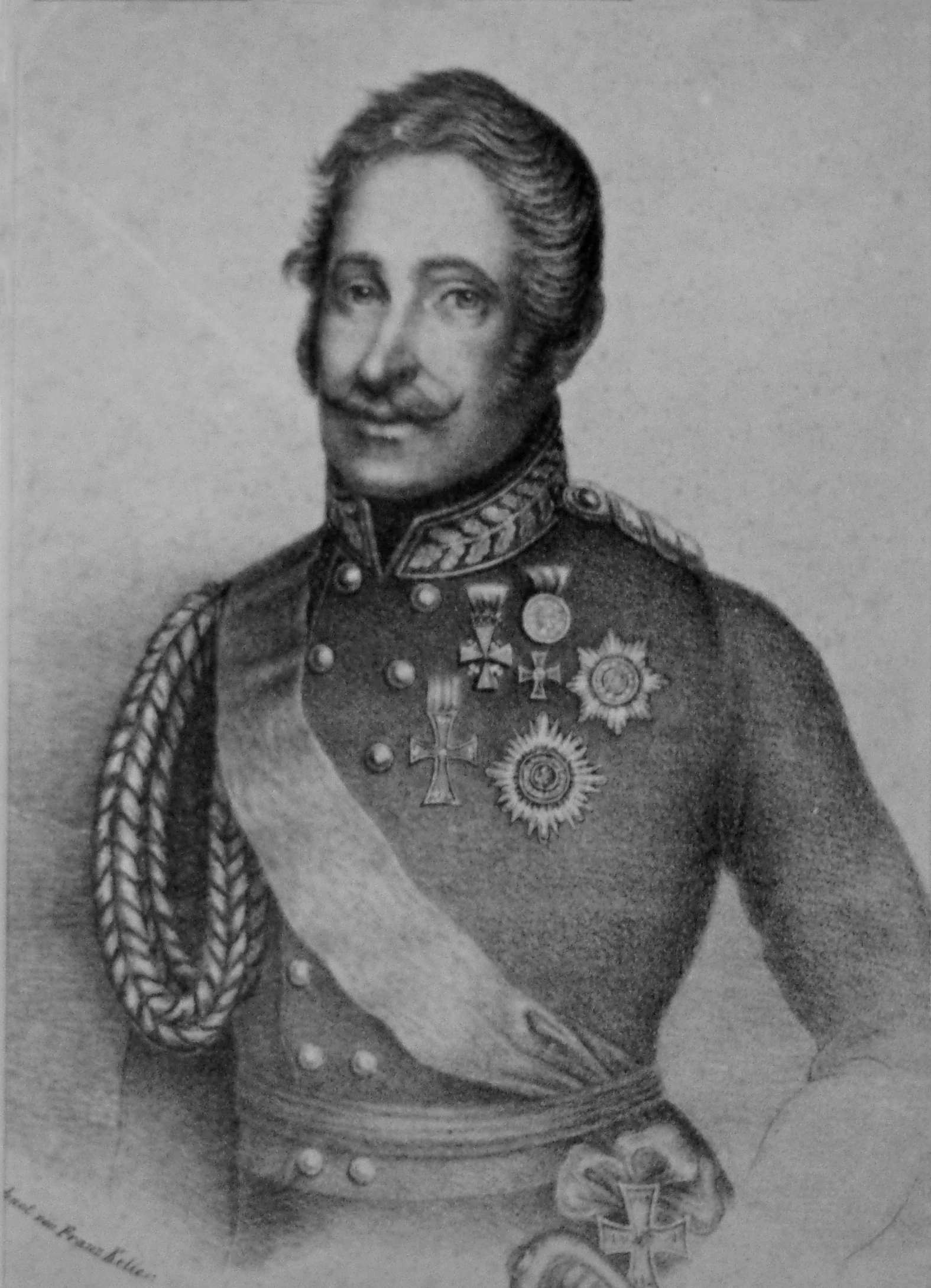
Hugh Halkett

El General Barón Hugh Halkett (Musselburgh, Escocia, 30 de agosto de 1783  - Hannover, Alemania, 10 de diciembre de 1863) fue un soldado británico durante las guerras napoleónicas y después general de infantería en el servicio de Hannover.

## Primeros años
Halkett nació en Musselburgh, Escocia. Era el segundo hijo del Mayor General F. G. Halkett y hermano del Teniente General Colin Halkett.
Entre 1798 y 1801, Halkett sirvió en la India en la Brigada Escocesa, que su padre había sido instrumental en su creación. En 1803 como capitán sénior, se unió al 2.º Batallón de Infantería Ligera de la recién formada Legión Alemana del Rey, que estaba bajo el mando de su hermano Colin. La 2.ª Ligera estuvo involucrada en las expediciones de Cathcart a Hannover, Rügen y Copenhague. Durante este tiempo fue promovido a mayor y su audaz iniciativa en su puesto de avanzada mereció elogios.
Entre 1808 y 1813 Halkett luchó en la guerra peninsular, excepto en 1809 cuando tomó parte en al Expedición Walcheren. Luchó en la batalla de Albuera en la brigada independiente de la Legión Alemana del Rey de Charles Alten. Cuando su hermano fue promovido a liderar la brigada, Halkett tomó el mando del 2.º Batallón de Infantería Ligera. En la batalla de Salamanca, su batallón luchó en la 7.ª División de John Hope. En la campaña del sitio de Burgos, se distinguió en la batalla de Venta del Pozo. En 1813 se unió al nuevo Ejército de Hannover. En la batalla de Göhrde lideró una brigada de tropas hanoverianas en el  ejército de Wallmoden. Capturó un estandarte danés en la acción de Sehestedt.

## Waterloo y últimos años
En la batalla de Waterloo, Halkett comandó cuatro batallones del landwehr (milicia) hanoveriano, que fueron enviado al frente con los regulares. Estas unidades fueron organizadas en la 3.ª Brigada Hanoveriana de la 2.ª División del Teniente General Sir Henry Clinton. La brigada de Halkett fue mantenida en reserva en el flanco derecho durante la mayor parte de la batalla. Después de la derrota de la Guardia Imperial de Napoleón, el Duque de Wellington envió a Halkett a perseguir a las fuerzas francesas en desintegración. Es recordado por la captura del General Cambronne cuando su Batallón de Osnabrück se enfrentó a la Guardia Imperial Francesa.
Después de Waterloo, Halkett permaneció en el servicio hanoveriano. Ascendió a general y a inspector general de infantería. Lideró un Cuerpo de Ejército Federal en la Primera Guerra de Schleswig (también conocida como guerra prusiano-danesa de 1848), y derrotó a los daneses en la batalla de Oeversee, una acción en la retaguardia en Sankelmark.

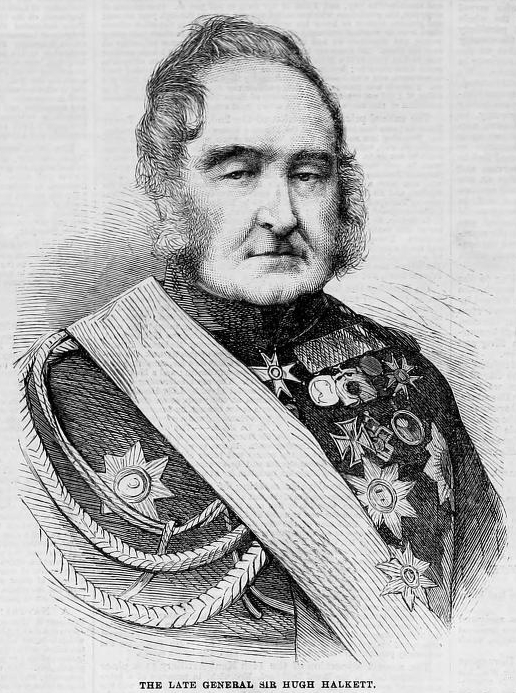
Halkett en sus últimos años.

Halkett sostuvo muchas órdenes extranjeras, incluyendo las prusianas Orden del Águila Negra y la Pour le Mérite, y la rusa Orden de Santa Ana. Fue nombrado Caballero Comandante de la Orden Real Güélfica en 1815 y promovido a Caballero Gran Cruz en 1851. En 1862, fue ennoblecido (heredable) a Freiherr (Barón) por el rey Jorge V de Hannover.
| Unidad                          | Comandante                       | Número de Hombres | Bajas |
| 3.ª Brigada Hanoveriana         | Coronel Hugh Halkett             | 2541              | 240   |
| ------------------------------- | -------------------------------- | ----------------- | ----- |
| Batallón Landwehr "Bremervörde" | Teniente Coronel von Schulenburg | 655               | 49    |
| Batallón Landwehr "Salzgitter"  | Mayor von Hammerstein            | 644               | 83    |
| Batallón Landwehr "Osnabrück"   | Mayor Conde Münster              | 633               | 94    |
| Batallón Landwehr "Quakenbrück" | Mayor Barón C. W. von Hünefeld   | 609               | 14    |

## Familia
Halkett se casó con Emilia Charlotte, hija de Sir James Lamb, 1.º Baronet, el 25 de mayo de 1810.